# Estación de Ambrì-Piotta
La estación de Ambrì-Piotta es la principal estación ferroviaria de la comuna suiza de Quinto, en el Cantón del Tesino.

## Historia y situación
La estación de Ambrì-Piotta  fue inaugurada en el año 1882 con la puesta en servicio al completo de la línea Immensee - Chiasso, más conocida como la línea del Gotardo. La estación fue cerrada al tráfico de viajeros en 1995, pero en 2010 se reabrió al comenzar a parar en ella trenes de TiLo.
Se encuentra ubicada en el borde oeste del núcleo urbano de Ambrì, la principal localidad de la comuna de Quinto. Cuenta con un único andén central al que acceden dos vías pasantes. A ellas hay que sumar otras dos vías pasantes además de un par de vías muertas.
En términos ferroviarios, la estación se sitúa en la línea Immensee - Chiasso. Sus dependencias ferroviarias colaterales son la estación de Airolo hacia Immensee y la estación de Faido en dirección Chiasso.

## Servicios Ferroviarios
Los servicios ferroviarios de esta estación están prestados por SBB-CFF-FFS y por TiLo:

### TiLo
TiLo opera servicios ferroviarios de cercanías, llegando a la estación algunos trenes aislados de la línea S10 procedente de Airolo que tiene como el otro extremo a Chiasso, aunque la mayoría de servicios realizan el trayecto Biasca - Albate-Camerlata. Estos servicios parte de Airolo hacia Chiasso por la mañana y regresan por la noche.
- S 10 (Airolo - Faido -) Biasca - Castione-Arbedo - Bellinzona - Lugano - Mendrisio - Chiasso - Como San Giovanni - Albate-Camerlata